# Latécoère 440
Il Latécoère 440, indicato anche come Laté 440, fu un idrovolante a scarponi, monomotore, monoplano ad ala alta, sviluppato dall'azienda aeronautica francese Société Industrielle d'Aviation Latécoère (SILAT) negli anni trenta e rimasto allo stadio di prototipo.
Costruito solo in due esemplari, pur non giudicato idoneo al ruolo per cui era stato progettato, venne comunque preso in carico ed utilizzato come aereo da addestramento nella prima metà del decennio.

## Storia del progetto
Alla fine degli anni venti la Marine nationale, la marina militare francese, emise una specifica per la fornitura di un nuovo velivolo destinato a operare in missioni di controllo e difesa costiera da possibili incursioni nemiche, con capacità di attacco verso unità navali ostili fino a 400 km (216 nmi) dalla costa ed armamento basato su bombe da caduta o siluri. Tra le richieste vi era anche una preferenza per un modello in grado di operare da superficie acquatica, di conseguenza la configurazione dell'idrovolante era necessariamente di tipo a scarponi, l'unica che avrebbe permesso di alloggiare un siluro ventralmente sotto la fusoliera.
Per soddisfare tali esigenze la Latécoère incaricò il proprio ufficio tecnico di avviare lo sviluppo di un velivolo adatto allo scopo; l'ufficio decise di basare i disegni del nuovo modello sul precedente idro da trasporto civile Latécoère 28, attingendo all'esperienza nello sviluppo della variante militare Laté 28.9 commissionatale dall'Armada Republica de Venezuela per la propria componente aerea. Avviati i disegni del nuovo modello da parte dell'ufficio tecnico aziendale, nel settembre 1930, una volta valutati i progetti preliminari la Marine nationale sottoscrisse un contratto di fornitura per due prototipi da avviare a prove di valutazione.
Visivamente i due modelli risultarono molto simili per aspetto e dimensioni, tranne per l'allestimento interno, con posti per l'equipaggio che riproponeva quello utilizzato nel Laté 28.9, per un impennaggio dall'elemento verticale di maggiore superficie e per l'adozione di un motore V12 già adottato da altre varianti del Laté 28, l'Hispano-Suiza 12Nbr da 650 hp (480 kW) raffreddato a liquido, più recente e dalla maggior potenza del Renault 12J, propulsore dell'originale versione civile.

## Utilizzatori
Francia
- Aéronautique navale